# Pheidole perpusilla
Pheidole perpusilla är en myrart som beskrevs av Carlo Emery 1894. Pheidole perpusilla ingår i släktet Pheidole och familjen myror. Inga underarter finns listade i Catalogue of Life.

## Bildgalleri

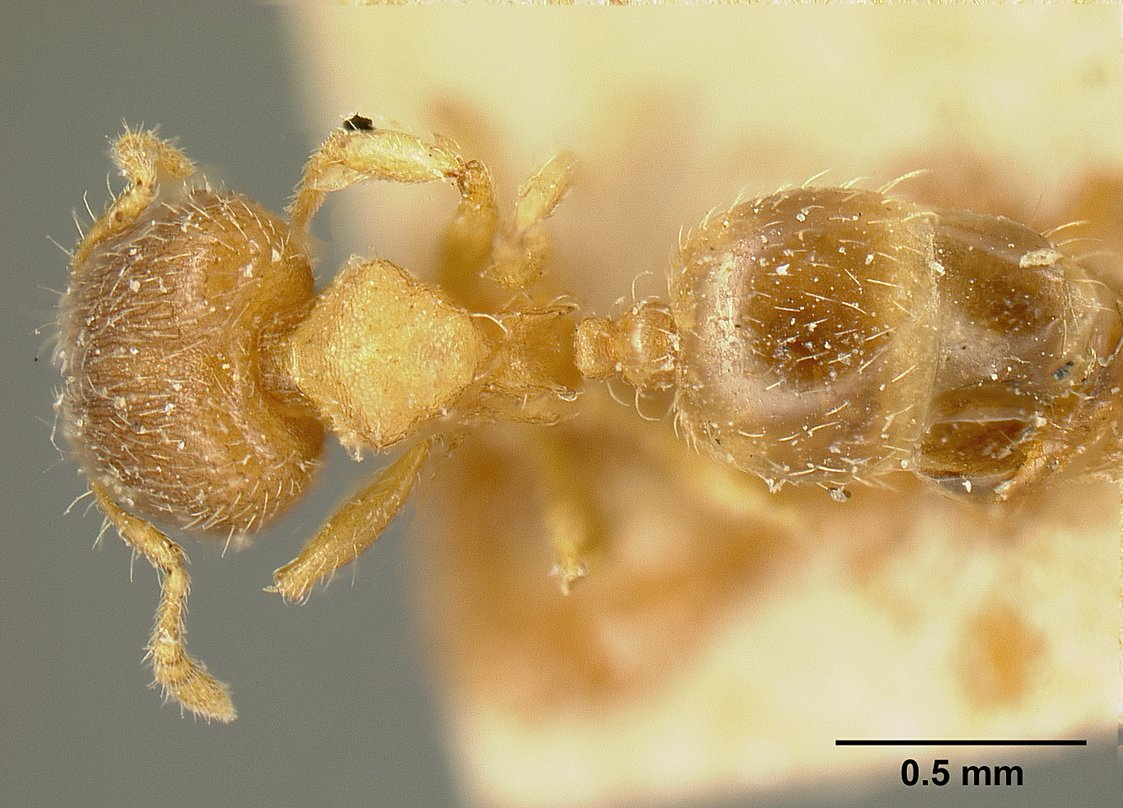
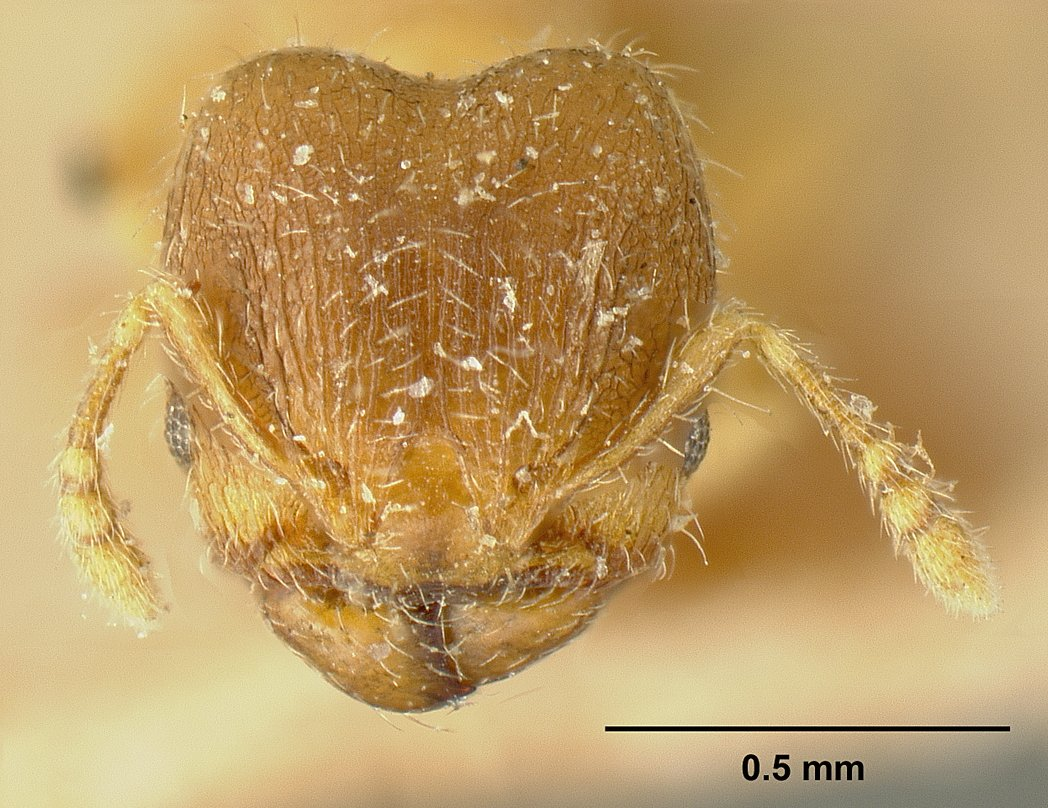
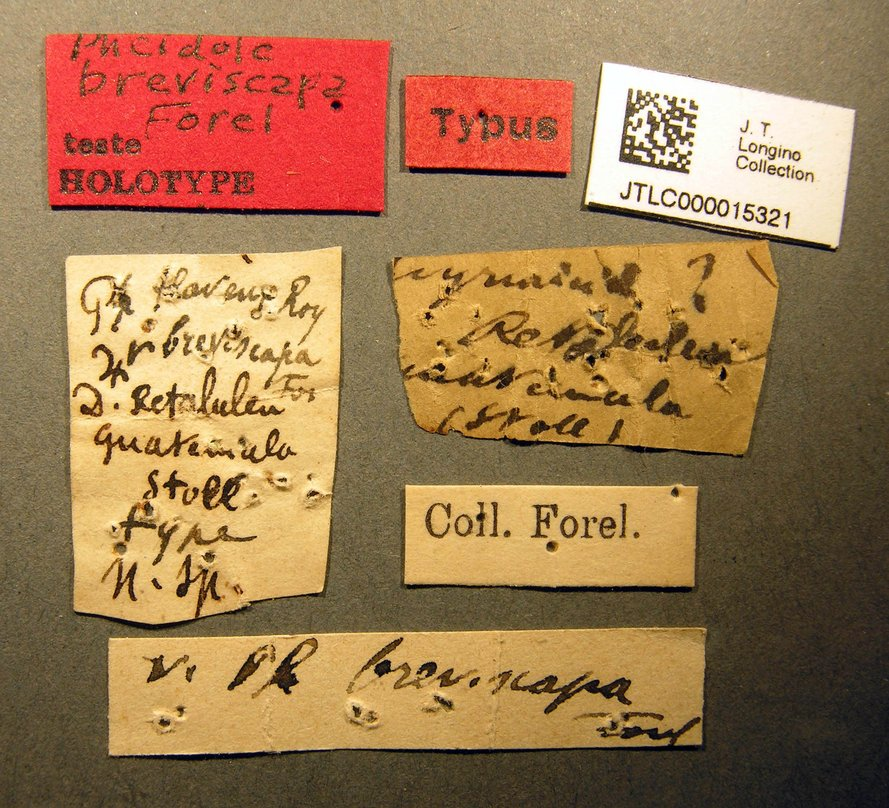
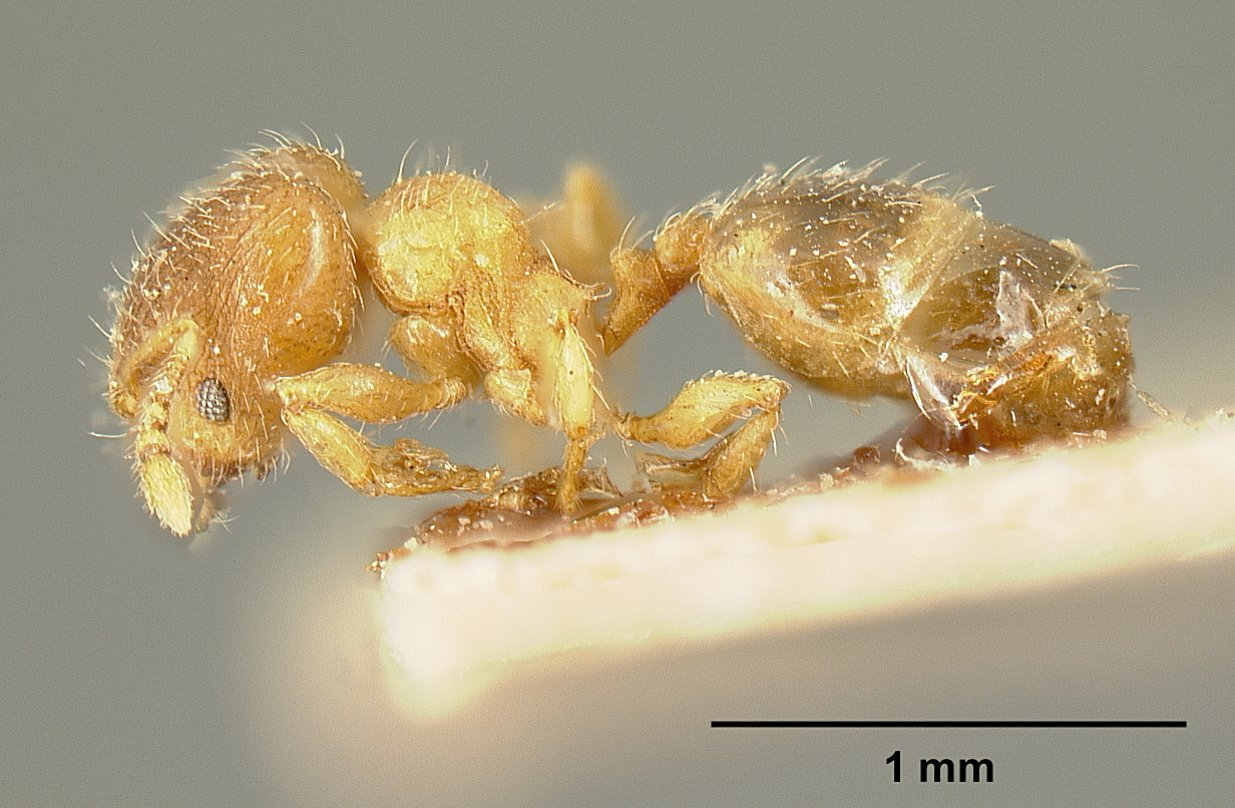